# Chrysopa brevihirta
Chrysopa brevihirta is een insect uit de familie van de gaasvliegen (Chrysopidae), die tot de orde netvleugeligen (Neuroptera) behoort. 
Chrysopa brevihirta is voor het eerst wetenschappelijk beschreven door Banks in 1946.